# Paul Nettl
Paul Nettl (10. ledna 1889 Vrchlabí - 8. ledna 1972 Bloomington, Indiana, USA) byl americký muzikolog a vysokoškolský pedagog, který pocházel z německo-židovské rodiny, která měla kořeny v oblasti Vrchlabí a Náchoda – v ghettu ve Velké Bukovině je rodina doložena již v 18. století.

## Pražská léta
Paul Nettl byl jedním ze čtyř dětí Johanny a Karla Nettlových, majitelů továrny na výrobu papíru. Intelektuálně a hudebně nadaný Paul nejdříve absolvoval obeckou školu v rodné obci a gymnázium v nedalekém Hostinném. Od roku 1908 byl posluchačem Německé univerzity v Praze, kde nejdříve studoval práva a následně hudební vědu u profesora Heinricha Rietsche, muže taktéž německo-židovského původu. Mezi jeho učitele patřili také Vítězslav Novák a Gerhard Keussler. Na Německé univerzitě navštěvoval Nettl dobrovolně také přednášky dalších významných osobností tehdejší pražské akademické scény: literárního historika Augusta Sauera a filosofů Oskara Krause a Christiana von Ehrenfelse. V době vysokoškolských studií také Nettl společně se svým bratrem konvertoval ke katolicismu. Záhy však z církve vystoupil, aby po vzniku ČSR začal sympatizovat s nově vzniklou Církví československou husitskou. Po emigraci do USA navštěvoval presbyteriánské mše.
Nettl promoval roku 1915 a okamžitě byl odveden do armády. 1. světovou válku strávil v Korutanech a na italské frontě v Tyrolsku, kde byl dokonce vyznamenán. Po skočení konfliktu a rozpadu monarchie se stal Nettl vysokoškolským asistentem Guido Adlera na univerzitě ve Vídni. Roku 1920 se však vrátil do Prahy a následujícího roku se habilitoval na Německé univerzitě jako soukromý docent. Velmi záhy se začal angažovat v hudebních spolích a organizacích. Stal se např. členem Německé hudební skupiny. Společně s výše zmíněným Heinrichem Rietschem, hudebním kritikem Ernstem Rychnowskym a později i s Gustavem Beckingem byl aktivní v německém pražském vzdělávacím spolku Urania, a byl činný i v Mezinárodní hudební společnosti.
Po smrti Heinricha Rietsche v roce 1927 byl Nettl považován za jasného kandidáte na uvolněný post v čele Ústavu hudební vědy Německé univerzity. Univerzita však kvůli židovskému původu jmenování Nettla nepotvrdila. V roce 1933, kdy se v Německu dostal k moci Hitler, se Nettl stal vedoucím německého vysílání pražského rozhlasu. Jeho pedagogickou, vědeckou a organizační činnost v tomto období také doplňovala hojná publikační činnost – jeho odborné i popularizační články, studie a recenze vycházely nejen v německých periodikách, které byly vydávány v ČSR, ale i těch zahraničních.

## Emigrace
Po okupaci Čech a Moravy nacisty se muel Nettl skrývat a ani jeho manželka Gertruda, pražská rodačka a hudebnice, o něm neměla žádné informace. Příčinou nebyly jen Nettlovy židovské kořeny, ale i ta skutečnost, že byl členem zednářské lóže a aktivně participoval v organizaci, která pomáhala komunistům a socialistům, kteří uprchli před Hitlerem z Německa a Rakouska. V září 1939 se mu však s rodinou podařilo uprchnout vlakem přes Německo do Holandska a odtud lodí do USA. Za pomoc byl Nettl vděčný Gustavu Beckingovi, a to i přesto, že ten se tehdy již plně hlásil k nacionálnímu socialismu a byl to právě on, koho kdysi univerzita povolala do funkce, po které toužil Nettl. Tragickému osudu však neunikli Nettlovi rodiče, kteří zahynuli v nelidských podmínkách ghetta v Terezíně.

## Americká léta
Přijetí v USA rodině Nettlových zařídil prezident Westminster Choir College v Princetonu John Williamson a v emigraci žijící vědec Albert Einstein. Během 2. světové války působil Nettl nejdříve v Princetonu jako učitel hudby a podařilo se mu také získat americké občanství. Roku 1946 byl jmenován profesorem hudební vědy na Indiana University v Bloomingtonu, kde vyučoval i po svém odchodu do důchodu až do roku 1964, a kde také dne 8. 1. 1972 zemřel. Jako hostující profesor přednášel v New Yorku a Philadelphii, působil též pedagogicky na Chicago Musical College (dnešní Roosevelt University) a na Cincinnati College-Conservatory of Music. Jeho synem je muzikolog a vysokoškolský pedagog Bruno Nettl.

## Spisy
- The Beethoven encyclopedia. Secausus, NJ: Carol Publ. Group, 1994
- Mozart and masonry. New York: Da Capo Press div. of Plenum Publishing Corp., 1970
- Luther and music. New York: Russel, 1967
- Tanz und Tanzmusik. Freiburg i. Br.: Herder, 1962
- Mozart und der Tanz. Zürich: Classen, 1960
- Beethoven und seine Zeit. Frankfurt a.M.: Fischer Bücherei, 1958
- W. A. Mozart. Frankfurt/M.: Fischer Bücherei, 1955
- Der kleine Prophet von Böhmisch-Brod. Esslingen: Bechtle, 1953
- Goethe und Mozart. Esslingen: Bechtle, 1949
- The story of dance music. New York: Philosophical Library, 1947
- Alt-Prager Almanach, Prag : Die Bücherstube, 1927, 164 s., Paul Nettl (ed.), zastoupení autoři: Oskar Baum, Alfred Einstein, Rudolf Fuchs, Otto Kletzl, Paul Kornfeld, Oskar Kraus, Paul Leppin, Leo Perutz, Otto Pick, Oskar Schuerer, Erich Steinhard, Karl Hans Strobl, Johannes Urzidil, Franz Werfel, Oskar Wiener, Ludwig Winder.[1]
- Musik und Tanz bei Casanova. Prag : Gesellschaft Deutscher Bücherfreunde, 1924
- Alte jüdische Spielleute und Musiker. Prag: Flesch, 1923